# می‌توانی روی من حساب کنی
می‌توانی روی من حساب کنی (به انگلیسی: You Can Count on Me) نام فیلم درامی است که در سال ۲۰۰۰ به کارگردانی کنت لونرگان ساخته شد. این فیلم موفق شد در دو رشتهٔ بهترین فیلم‌نامهٔ غیراقتباسی و بهترین بازیگر نقش اول زن (لورا لینی) نامزد جایزه اسکار شود.